# Шаст, Эмар де
Эмар де Клермон де Шаст (1534 (?) — 13 мая 1603 или 1604, Дьепп) — французский военно-морской деятель, адмирал, участвовавший в войне Португалии и Франции с Испанией в 1582—1583 годах.
Родился в католической дворянской семье, был младшим сыном бальи барона Франсуа де Шаста и Паулы де Жуайез; точная дата рождения неизвестна. 25 июня 1566 года стал рыцарем Мальтийского ордена, с 1578 года был комендантом Лиможа.
С 1582 года участвовал в португальской кампании против Филиппа III Испанского (Португалия, чьим союзником выступала Франция, была в 1580 году захвачена испанцами); в 1583 году по приказу Екатерины Медичи возглавил экспедицию на остров Терсейра. Более всего известен как командующий франко-португальской эскадрой в составе союзного флота в битве при Понта-Дельгада у Азорских островов, потерпев поражение от испанского адмирала Альваро де Басана, но добившись от последнего права на почётную капитуляцию острова. Это сражение и экспедиция в целом были описаны им в «Voyage de la Tercère» (в четвёртой части «Relation de divers voyages curieux»; Париж, 1696).
Несмотря на волнения среди сторонников Лиги, сохранил преданность Генриху IV и вскоре стал его доверенным лицом. В 1589 году назначен губернатором Дьеппа, передав этот город королю, который вознаградил его 96 тысячами ливров в 1593 году. Во второй половине XVI века был некоторое время французским послом в Англии. В 1582 году получил звание «вице-адмирала западного моря»; в 1593 году, будучи бальи Буаньи, стал великим магистром Ордена Святого Лазаря в Иерусалиме.
6 февраля 1602 года за успехи в области строительства укреплений в Дьеппе получил от Генриха IV назначение наместником в Новую Францию и на этом посту в 1603 году организовал экспедицию под руководством Самюэля де Шамплена для изучения района Реки Святого Лаврентия, однако сам не участвовал в ней по причине преклонного возраста и скончался до завершения задуманного мероприятия. Был одним из основателей Канадско-Акадской торговой компании, сумев привлечь к делу многих богатых купцов Руана и других прибрежных городов Нормандии; способствовал развитию пушного промысла во Французской Канаде.